# ラブハンター
「ラブハンター」は、THE HOOPERSの5枚目のシングル。2016年5月11日にユニバーサルシグマから発売された。

## 内容
- 初回限定盤 (CD+DVD)、初回限定ソロ盤 (メンバー別8種)、通常盤（CD Bonus Track付）の計10種発売。
- 初回限定盤のジャケットイラストはさらちよみが手掛けた。

## 収録曲
全編曲：KUME.

### 全種共通
1. ラブハンター
  - 作詞：高木誠司、作曲：高木誠司・桑田健吾
2. Gambling Love
  - 作詞：MIKOTO、作曲：MIKOTO・MEG.ME・田中シンヤ
3. ラブハンター (Instrumental)
4. Gambling Love (Instrumental)

### 初回限定盤
DVD
1. ラブハンター（Music Video）
2. ラブハンター（Music Video Making）

### 初回限定ソロ盤
メンバー別キュン♡キュントラック

### 通常盤
1. Calc. (Bonus Track)
  - 作詞・作曲：ジミーサムP